# Dracaena densifolia
Dracaena densifolia är en sparrisväxtart som beskrevs av John Gilbert Baker. Dracaena densifolia ingår i släktet dracenor, och familjen sparrisväxter. Inga underarter finns listade i Catalogue of Life.